# Kazushi Sakuraba
Kazushi Sakuraba (桜庭和志 Sakuraba Kazushi?) (Katagami, 14 de julio de 1968) es un artista marcial mixto y luchador profesional japonés. Sakuraba posee una larga y asentada trayectoria en PRIDE, empresa que abandonó en 2006 para entrar a pelear dentro de las competiciones de MMA promovidas por la organización de K-1. También ha competido en la empresa DREAM, creada después del cierre de PRIDE.
A lo largo de los años, Sakuraba se ha convertido en una de las figuras clave de las MMA a nivel internacional, hasta el punto de ser considerado el mejor luchador japonés de todos los tiempos y uno de los mejores en todo el globo. Caracterizado por su habilidad y creatividad en el cuadrilátero, Kazushi tiene el crédito de haber demostrado la eficacia real del shoot wrestling como estilo de lucha en pleno auge del jiu-jitsu brasileño, época en la que fue nombrado "Gracie Hunter" después de vencer a numerosos miembros de la familia Gracie en lo que sería las primeras derrotas del clan de Brasil. Sakuraba ha luchado extensamente en categorías de peso superiores a la suya por defecto, lo que ha atenuado el éxito de su récord, pero que no ha disminuido su estatus de leyenda ni su popularidad con los fanes. Actualmente está retirado de las MMA, y trabaja en la empresa de lucha libre Pro Wrestling NOAH.

## Carrera como luchador profesional
Admirador de Satoru Sayama desde su niñez, Sakuraba fue luchador amateur en su época escolar, ganando el segundo puesto del campeonato regional y figurando como el capitán del equipo de lucha de la universidad de Chuo. Al graduarse, Sakuraba consideró quedarse como entrenador de lucha amateur, pero al final decidió seguir a su ídolo y empezó una carrera en la lucha libre profesional. Tras plantearse unirse a Pro Wrestling Fujiwara Gumi, acabó entrenando en Union of Wrestling Forces International, una empresa de shoot wrestling que se contaba entre las promociones de lucha libre más importantes de la época.

### Union of Wrestling Forces International (1993-1996)
Al poco de entrar en la empresa, el joven Kazushi se denotó uno de los miembros más prometedores del dōjō, donde entrenó al lado de expertos en Muay Thai como Makoto Ohe y Bovy Chowaikung y maestros de catch wrestling como Billy Robinson, y fue inmediatamente acogido por el director Nobuhiko Takada como su aprendiz. Sakuraba se destacó con rapidez al lado de los otros discípulos de Takada (Kiyoshi Tamura, Masahito Kakihara y Yoshihiro Takayama). De entre ellos, tuvo una áspera rivalidad entre bastidores con Tamura, ya que este frecuentemente aprovechaba su mayor posición para ordenarle limpiar el dojo y hacer tareas de mantenimiento, a pesar de que Sakuraba técnicamente era su sempai en términos de edad. El 13 de agosto de 1993, Sakuraba tuvo su debut contra Steve Nelson, siendo derrotado por él, como era costumbre entre los novatos de la lucha libre. Haciendo ocasional equipo con Kakihara, compitió el resto del año en combates de poco nivel, y no fue hasta un año después que consiguió su primera victoria individual, venciendo a Mark Silver.
En 1995, UWF International estaba falta de recursos y se vio obligada a realizar programas conjuntos con New Japan Pro Wrestling, lo que en última instancia dañó su reputación. En varios de estos shows, Sakuraba tuvo luchas notables con Yuji Nagata, Tokimitsu Ishizawa y Shinjiro Otani, teniendo con el último de estos una lucha esforzada pero infructuosa por el vacante UWA World Junior Lightheavyweight Championship. Tiempo más tarde, de vuelta en UWF-i, Sakuraba empezó a aescender en las líneas, pero la empresa tuvo que cerrar justo cuando Kazushi había alcanzado la escena principal, donde disputó su posición a Yoji Anjo.

### Kingdom (1997-1998)
Después de la caída de UWF-i, Nobuhiko Takada fundó otra promoción de shoot wrestling, Kingdom, y Sakuraba y varios otros de la antigua empresa le siguieron. Allí Kazushi ganó el One Night Million Yen Tournament al derrotar a Kenichi Yamamoto en la final, siendo su primer logro. Sakuraba permaneció en ella hasta 1998, año en que cerró. Tras ello, se dedicó enteramente al floreciente mundo de las artes marciales mixtas, entrando a formar parte del Takada Dojo.

## Carrera como artista marcial mixto
Sakuraba comenzó su carrera en las AMM en 1997, participando en el primer evento de Ultimate Fighting Championship en Japón. Originalmente, Kingdom iba a enviar a Hiromitsu Kanehara y Yoji Anjo a competir en el torneo para obtener credibilidad para su empresa, pero Kanehara se lesionó en un entrenamiento, de modo que Sakuraba se ofreció a sustituirle. El evento resultó inicialmente difícil para los enviados de Kingdom, ya que se encontraban en inferioridad de tamaño y experiencia con respecto a todos los demás participantes. Así, Anjo se enfrentó a Tank Abbott, quien ganó la lucha, y Sakuraba fue sorteado a enfrentarse con Marcus Silveira, cinturón negro en jiu-jitsu brasileño que superaba en al menos 20 kilos a Kazushi. A pesar de que Sakuraba se mantuvo firme, el árbitro John McCarthy detuvo el combate a favor de Silveira cuando creyó erróneamente que el japonés había sido noqueado. El equipo de Kingdom reclamó enérgicamente esta decisión, y tras reconocer el fallo, McCarthy canceló el resultado. Entonces, debido a que Abbott tendría que abandonar el torneo por una lesión recibida contra Anjo, se decidió que Sakuraba y Silveira tuvieran una revancha al final del evento para decidir al campeón del torneo. En dicho combate, por fin, Sakuraba sorprendió a todos superando al veterano brasileño en su propio terreno y sometiéndole con un cross armbar, ganando la liga. Fue entonces cuando Saku pronunció su frase más famosa: «Puroresurā wa hontōwa tsuyoi n desu» ('En realidad, la lucha libre profesional es fuerte').
Algunas fuentes citan el combate de Sakuraba contra Kimo Leopoldo en Shootboxing S-Cup 1997 como su primera lucha de AMM, pero se cree que este encuentro estuvo predeterminado en lugar de ser una pelea legítima. Sakuraba ha comentado que no recuerda si la lucha fue real o no, aunque considera el encuentro con Silveira como su primera experiencia con las artes marciales mixtas. Antes de eso tuvo un combate no coreografiado con Rene Rooze, pero bajo unas reglas especiales y no de AMM.

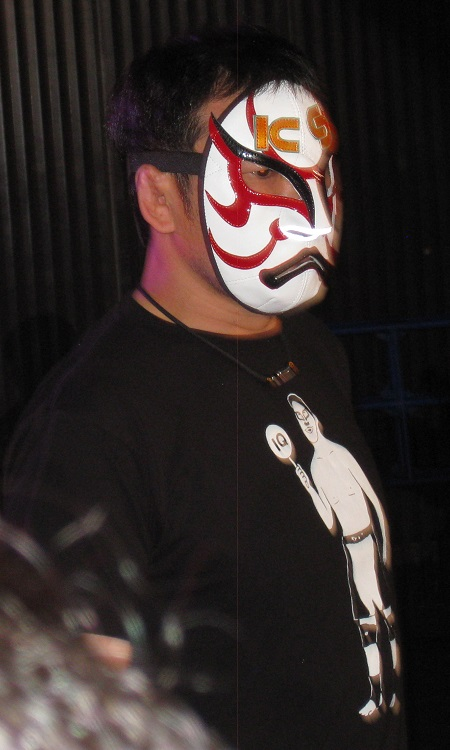
Sakuraba en 2013 con una de sus habituales máscaras de entrada.

Debido a su experiencia en la lucha libre profesional, en la que prevalecía el espectáculo sobre la realidad, Kazushi adoptó un estilo de lucha realmente innovador, buscando no solo la eficacia a la hora de luchar, sino también el tener un combate lo más espectacular posible. Gracias a sus conocimientos de puroresu, el estilo de Sakuraba resultaba desconcertante para sus rivales, que en la mayoría de los casos no tenían experiencia con tales matices. Kazushi sorprendía al público con cartwheels para pasar la guardia, pisotones aéreos y chops de estilo puroresu. Mark Kerr llegó a definirle como el mejor técnico del mundo.
En 1997 Sakuraba venció al practicante de krav magá y de karate kyokushin Moti Horenstein, demostrando que la lucha libre, bien entrenada, no es inferior a los más reputados estilos de combate.
Sakuraba se hizo también conocido por su comportamiento cómico y desenfadado, hecho destacado en sus entradas al ring abundantes en disfraces y máscaras. En el combate contra Kevin Randleman, por ejemplo, se presentó caracterizado como Mario de Super Mario Bros, pues a Randleman la afición japonesa le había puesto el sobrenombre de Donkey Kong. De hecho, en 2003 se planteó la posibilidad de que Sakuraba participara en una lucha llevando una de sus máscaras, una idea que en realidad ya había sido puesta en práctica por Dos Caras, Jr. en la promoción DEEP dos años antes, pero estos planes fueron al final descartados.

### PRIDE Fighting Championships
En 1998, después de su éxito en Kingdom, Sakuraba comenzó su carrera en el PRIDE Fighting Championships, evento creado por su mentor Nobuhiko Takada. Su primer combate fue ante Vernon White, discípulo de Ken Shamrock, a quien derrotó por cross armbar en el Pride 2. Durante varios años, Kazushi fue el luchador estrella de PRIDE, a pesar de que su peso de 82 kilos se encontraba 11 por debajo del límite de su categoría. Hasta su derrota contra Wanderlei Silva en marzo de 2001, Sakuraba se había mantenido en la élite de su categoría, venciendo a luchadores de la talla de Vitor Belfort, Ebenezer Fontes Braga, Kevin Randleman y Quinton Jackson.

#### Inicios de la rivalidad con los Gracie
Sakuraba se ganó el apodo «The Gracie Hunter» ('el cazador de la familia Gracie') por sus victorias en PRIDE contra los hermanos Royler, Royce, Renzo y Ryan Gracie. Estas victorias acarreaban un fuerte simbolismo y una carga nacionalista: el ude-garami que Sakuraba usó para deshacerse de Royler y Renzo fue la misma técnica que su inventor, Masahiko Kimura, usó para derrotar a Hélio Gracie décadas atrás. Sakuraba luchaba para recuperar el honor de las artes marciales de Japón, que se habían visto perjudicadas años atrás ante las de Brasil cuando el maestro de Sakuraba, Nobuhiko Takada, y su segundo Yoji Anjo, habían sido derrotados de forma inapelable por Rickson Gracie. Kazushi, que por entonces era un luchador profesional, buscaba venganza contra ellos, y consiguió su primer combate ante un miembro de la familia Gracie cuando fue emparejado con Royler. Este anteriormente había derrotado a otro compañero de Kazushi, Yuhi Sano.
El combate con Royler marcó la ventaja más grande de peso que Sakuraba había disfrutado hasta la fecha (con aproximadamente 14 kilos por encima de Royler). Fiel a su estilo, Royler se mantuvo en el suelo todo el tiempo, en un esfuerzo típicamente Gracie para atraer a Sakuraba a su guardia, pero Sakuraba inteligentemente evitó entrar en dicha dinámica, prefiriendo patear repetidamente las piernas del rival. Finalmente, con menos de dos minutos restantes en el reloj, Sakuraba entró en el terreno de Royler y logró atrapar el brazo de su oponente en una kimura lock. A pesar del dolor, Royler se negaba a rendirse, aunque resultaba obvio que su brazo estaba a punto de romperse, de modo que el árbitro Yuji Shimada se vio obligado entonces a intervenir y parar la pelea con 1 minuto y 44 segundos antes de finalizar la ronda, declarando ganador a Sakuraba por sumisión técnica. La derrota de Royler Gracie era la primera de un Gracie a manos japonesas en 48 años, y constituyó la primera derrota de la familia en suelo nipón. No sólo eso: después de que los hermanos de Gracie, que se hallaban lívidos con la impactante resolución de la lucha, fuesen derechos a discutir con el árbitro, Sakuraba cogió el micrófono y declaró que sabía que los brasileños discutirían cualquier tipo de derrota que sufrieran, y retó a Rickson Gracie, que estaba en el rincón de Royler, a luchar contra él.
Obligado a aclarar las cosas y reafirmar el dominio de la familia Gracie, el hermano menor de Royler y excampeón invicto de la UFC Royce Gracie regresó a las AMM en 2000 y entró en el torneo 16-Man Pride Grand Prix junto a Sakuraba y varios otros hábiles combatientes de la época, buscando el enfrentamiento contra Kazushi. En esta ocasión los Gracie solicitaron a PRIDE un conjunto de reglas especiales para el encuentro, incluyendo la no interrupción del árbitro, la ausencia de jueces que pudieran determinar una victoria por decisión, y que la pelea fuera en la modalidad sin límite de tiempo, terminando el combate sólo en el caso de una rendición o nocaut. En la primera pelea del torneo Sakuraba se enfrentó al excampeón de Pancrase Guy Mezger. Después de un encuentro muy reñido, en el que el estilo de Sakuraba interactuaba mal con el kickboxing de Mezger y los jueces tuvieron que solicitar una ronda de tiempo extraordinario, el combate finalizó en polémica cuando Ken Shamrock (a sazón entrenador de Mezger) obligó a su pupilo a retirarse a los vestidores, como forma de protesta por la incapacidad de los jueces de declarar un vencedor. Sakuraba terminó ganando el combate por abandono. Mientras tanto, Royce derrotó a Nobuhiko Takada en una larga lucha por decisión unánime y así todo quedó listo para un enfrentamiento muy esperado por toda la afición mundial.

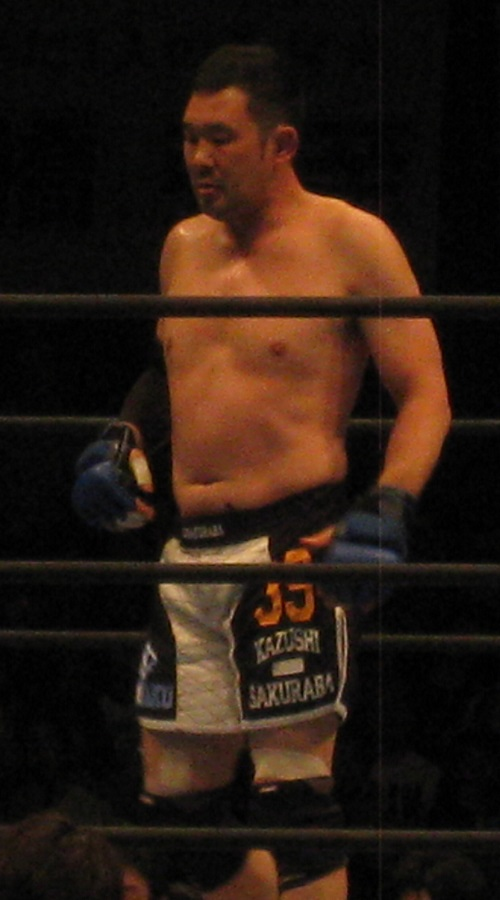
Sakuraba en el ring.

En los cuartos de final, Royce y Sakuraba se enfrentaron durante una hora y media en seis asaltos de 15 minutos). Royce abrió la lucha con agresividad, cargando y lanzando puñetazos, pero Kazushi evitó sus ataques y se mantuvo calmado, hasta el punto de burlarse de su oponente sonriendo y gesticulando hacia las cámaras, lo que atrajo clamores del público. Por un momento parecía que Sakuraba ganaría el encuentro en la primera ronda cuando logró atrapar a Gracie en un kneebar, y posteriormente el brasileño le devolvió el favor con una guillotine choke, pero Kazushi de nuevo se burló de él fingiendo que le bajaba los pantalones del judogi antes de librarse de la llave. Llegando al tercer asalto, Sakuraba pasó al ataque completo y empezó a controlar a Royce. A medida que el enfrentamiento se extendía, la regla contra el límite de tiempo comenzó a actuar en detrimento de Gracie, quien se notaba cada vez más cansado e incapaz de articular ninguna técnica eficaz, mientras que Sakuraba hacía gala de un condicionamiento muy superior y acosaba al brasileño con puñetazos y patadas a las piernas. El peleador japonés evitaba caer en el juego del llaveo y contrallaveo de jiu-jitsu, pero aun así se mostraba impávido cuando la lucha descendía al suelo, ejecutando golpes dobles de puroresu y movimientos acrobáticos sin fatiga alguna, e incluso llegó a utilizar el gi de Gracie como un recurso de control, tirando de sus pantalones y envolviendo la cabeza de Gracie con su propia chaqueta para confundirle. Sus creativas técnicas resultaban cada vez más impredecibles para Royce, quien no veía otro recurso que recular al suelo mientras Sakuraba le golpeaba desde todas direcciones y castigaba especialmente sus piernas. En el sexto asalto, después de 90 minutos de batalla, Rorion Gracie arrojó la toalla por su hermano, dando por finalizado el combate con una victoria de Sakuraba sobre un Royce notablemente lastimado y exhausto.
La victoria de Sakuraba sobre Gracie fue vista por el público japonés como una venganza por las derrotas de sus compañeros Takada y Anjo y una reivindicación de la validez de las técnicas de combate que empleaban, el estilo de lucha libre shoot wrestling. Sin embargo, a pesar de la rivalidad profesional, Sakuraba hizo gala de su habitual personalidad desenfadada y no mostró ninguna animadversión personal contra la familia Gracie, felicitando a Royce y estrechando la mano y haciendo una reverencia al legendario Hélio Gracie después de la lucha contra Royce. En ese momento, Helio comentó que la lucha contra Gracie había sido una victoria para los suyos, pues Kazushi había tenido que adaptarse a las tácticas del jiu-jitsu brasileño para poder neutralizarlas, pero Sakuraba negó enérgicamente y declaró que era una victoria para la lucha libre profesional, que había demostrado su validez como disciplina de lucha.
Después de la lucha ante Gracie, Sakuraba quedó en muy mala condición de agotamiento, pero insistió en continuar avanzando en el torneo para llegar a la final. Su siguiente oponente fue el kickboxer ucraniano Igor Vovchanchyn, quien era considerado favorito a ganador del torneo y superaba a Sakuraba en peso y condición física. La habilidad legendaria de Kazushi siguió dando sorpresas esa noche, ya que a pesar de su desgaste logró dominar a Vovchancyn y casi le derrotó, siendo retirado del combate sólo después de que sus acompañantes juzgaran que había llegado a su límite físico. De este modo, Kazushi dejó el evento habiendo hecho historia, recibiendo inmensas ovaciones de parte del público en cada una de sus luchas. Como dato curioso, cabe mencionar que los televidentes japoneses lanzaron una serie de reclamaciones en contra de la televisora encargada de transmitir el evento, puesto que la lucha contra Royce no se transmitió completa debido a su inusual duración.
La siguiente pelea del recién bautizado por la prensa como «Gracie Hunter» fue ante Shannon Ritch, quien supuso poco desafío para Sakuraba. Tras ella, se estipuló una lucha contra otro de los Gracie, Renzo. A diferencia de Royler y Royce, aprendices de Hélio, Renzo era aprendiz de Carlson y poseía un régimen de entrenamiento diferente, mucho más completo y adaptado al vale tudo de Brasil. Aunque menos conocido, Renzo tenía entre sus víctimas a nombres como Oleg Taktarov, Sanae Kikuta y Maurice Smith, y sólo había conocido la derrota ante un antiguo rival de Kazushi, Kiyoshi Tamura.
Durante la lucha contra Renzo quedó claro que este, a pesar de haber sido comúnmente considerado hasta entonces peor luchador que su hermano Royce, se trataba de la mayor amenaza que ningún Gracie había supuesto para el shooter japonés. Sakuraba y el agresivo brasileño intercambiaron golpes sin que ninguno pareciera ser capaz de imponerse, de modo que Kazushi recurrió a sus triquiñuelas y asedió la guardia de Renzo con patadas y cartwheels, pero ni siquiera esto bastó para superar la defensa del estudiante de Carlson. La situación se mantuvo hasta que faltaban segundos para el final de la contienda, con ambos púgiles de pie e inactivos en el rincón del cuadrilátero. En un descuido, Renzo ejecutó una astuta variación de la guardia de la Riva y logró ganar la espalda del japonés, pero cuando parecía que la victoria de Gracie era inminente, Sakuraba usó una técnica de defensa personal heredada del catch wrestling y revirtió la situación con una kimura lock de pie, llevando al suelo a Renzo con la llave ya establecida. Como Royler y Hélio antes que él, Renzo se negó a rendirse, a pesar de que su codo se había dislocado antes de tocar la lona, y al final el árbitro detuvo el combate para conceder la victoria a Kazushi por lesión de su oponente. Momentos más tarde, brazo en cabestrillo, Renzo asió un micrófono y declaró con deportividad que Sakuraba le había ganado limpiamente y que el shooter era «la versión japonesa de la familia Gracie», marcando una diferencia con las anteriores quejas de sus hermanos. Pasados los años, Kazushi y Renzo se han referido el uno al otro como grandes luchadores, y Renzo considera ese combate como el mejor momento en su carrera en las artes marciales.
A pesar de los repetidos retos de Sakuraba y las negociaciones de PRIDE, Rickson Gracie rechazó enfrentarse a él, así que lo que se suponía el combate estrella para el «Gracie Hunter» nunca tuvo lugar. En sustitución, su cuarto y final oponente Gracie sería el problemático Ryan, quien cayó ante Sakuraba por decisión unánime. Ryan acudió al combate con una lesión en uno de sus brazos, el cual Sakuraba evitó atacar en todo momento para no empeorar su condición.

#### La partida de PRIDE
A pesar de que Sakuraba se hallaba imbatido durante sus primeros 9 combates, en sus últimos años en PRIDE su estela se fue debilitando, pareciendo perder capacidades para pelear en la élite de los 93 kilogramos. Después de perder 5 de los 10 combates que siguieron a su derrota contra Wanderlei Silva, Sakuraba experimentó una derrota especialmente devastadora contra Ricardo Arona en el Pride Grand Prix de 2005, durante el cual su cara se vio castigada por los repetidos golpes de Arona, obligando a su esquina a arrojar la toalla después del segundo asalto. Debido a esto, muchos aficionados sugirieron que Sakuraba podría descender a una categoría menor de peso para mantenerse competitivo o bien retirarse de las artes marciales mixtas.
Sin embargo, Sakuraba afirmó en agosto de 2005 que no tenía intenciones ni de descender de peso ni retirarse mientras hubiera áreas en las cuales pudiera mejorar. También en agosto de 2005, Sakuraba abandonó Japón, volando hasta Brasil, para entrenar por primera vez fuera de su país, en la Chute Boxe Academy, el mismo gimnasio donde lo hacía Wanderlei Silva.
Luego de la temporada en la Chute Boxe Sakuraba consiguió dos victorias consecutivas, la primera fue el 23 de octubre del 2005 en el PRIDE 30-Fully Loaded contra Ken Shamrock en un tiempo de 2 minutos con 27 segundos luego de una aparente apresurada decisión del árbitro, decisión que fue reclamada por el mismo Ken Shamrock; luego de la pelea en la esquina de Sakuraba la celebración fue con miembros de la Chute Boxe Academy entre los que sobresalen Mauricio Rua y Murilo Rua. El último combate oficial para PRIDE de Sakuraba fue contra Ikuhisa Minowa en el torneo PRIDE-Shockwave 2005 donde Sakuraba una vez más dominó ampliamente la pelea esto el 31 de diciembre del 2005. Sakuraba abandonó Pride FC después de una serie de indicios de que deseaba abandonar dicha organización, el más notable de tales indicios fue su abandono al Takada Dojo (a cargo de gerente general de Pride, Nobuhiko Takada), cuando a todas luces no se inscribió en el Torneo 2006 Pride Open Weight Grand Prix.

### K-1
El 3 de mayo de 2006, Sakuraba apareció de incógnito junto al director de la promoción japonesa K-1 (en su versión HERO'S) Akira Maeda, vistiendo ropa de calle y usando una máscara de su héroe de la infancia, Tiger Mask. En esa misma presentación, firmó un contrato con K1. Un día después, Sakuraba se presentó en una conferencia de prensa para anunciar que lucharía en HERO'S.
Sakuraba tuvo algunos combates memorables en K1, siendo el primero de estos una victoria en contra de Kęstutis Smirnovas, aunque esta victoria fue controversial debido a que Smirnovas dominó a Sakuraba la mayor parte de la pelea, casi al grado de obtener una victoria por TKO, pero sakuraba se las ingenió para recuperarse y terminar la pelea con un armbar.
Al principio hubo algunas dudas sobre si Sakuraba sería capaz de llegar a la siguiente ronda del torneo basadas en la gravedad de las lesiones sufridas contra Smirnovas, Sin embargo, Sakuraba informó de que se le había practicado un Escaneo del tipo CAT, y que este no había encontrado irregularidades, así que Sakuraba fue programado para la siguiente fase del torneo, a celebrarse el 9 de octubre - en lo que K-1 esperaba un evento de altos ingresos - haciendo frente al famoso yudoca, excampeón olímpico, Yoshihiro Akiyama. El ganador de esta pelea de semifinales pelearía con quien resultase vencedor entre Melvin Manhoef y Shungo Oyama para determinar un campeón del torneo.
Sin embargo, durante una dura sesión de orientada al combate próximo, Sakuraba comenzó a vomitar y se desmayó. Fue llevado de urgencia al hospital donde se le diagnosticó una insuficiencia en la circulación vertebrobasilar a la cabeza y el cuello. Los médicos determinaron el daño fue causado por años de lesiones en la cabeza sin tratar, remontándose hasta sus años de universidad.
A pesar de esta revelación, la pelea con Akiyama fue programada para efectuarse el 31 de diciembre de 2006 en el evento K-1 Dynamite!!. Cabe mencionar que Sakuraba no se tomó un merecido descanso, en el que tal vez se pudiera haber sometido a algún tipo de cirugía.
Así las cosas, el combate con Akiyama se llevó a cabo, y terminó con Sakuraba luchando para ejecutar una llave a la rodilla (kneebar) mientras Akiyama atacaba con puñetazos. Se intercambiaron palabras entre el árbitro Yoshinori Umeki y Akira Maeda, y al final este hizo sonar la campana, suspendiendo el encuentro a favor de Yoshihiro. Posteriormente, y para sorpresa de los que conocían el temperamento educado de Saku, este protestó de forma airada, asegurando que el cuerpo de su oponente había estado engrasado de alguna manera para dificultar el grappling. El árbitro Yoshinori Umeki comprobó el cuerpo de Akiyama, pero aseguró no encontrar nada inusual, lo que encendió aún más la discusión, llegando incluso a surgir acusaciones de que los guantes de Akiyama estaban trucados con peso extra. Para hacer frente a la creciente controversia, K-1 puso en marcha una investigación para estudiar las acusaciones contra Akiyama. A pesar de los guantes Akiyama se encontraron en regla, una grabación reveló que efectivamente Akiyama había usado grandes cantidades de loción corporal para engrasarse el cuerpo antes de la pelea. Akiyama respondió diciendo que se trataba solamente de un tratamiento para la piel seca, pero el encuentro fue declarado nulo. El comportamiento del yudoca calificado de «negligente» y su bolsa retenida. En una rueda de prensa posterior, Akiyama -ahora señalado de una pésima manera por la prensa japonesa- ofreció una disculpa pública.
A pesar de que en la pelea contra Akiyama, Sakuraba llevaba una camisa que decía «K Sakuraba: Fin de Servicio», su experiencia contra Akiyama aparentemente cambió sus planes respecto a la jubilación.

#### El reencuentro con Gracie y el escándalo de dopaje de Royce
El 2 de junio de 2007, Sakuraba tuvo un segundo encuentro con su antiguo rival, Royce Gracie, en K-1 Dynamite!! USA evento co-promovido por K-1, HERO'S y EliteXC. Como era de esperarse entre dos expertos, el combate se libró a un ritmo relativamente lento. En un momento dado Sakuraba logró tomar la espalda de Gracie e intentó un armbar, casi logrando completar dicha técnica. Durante los siguientes minutos, Sakuraba derribó (y por ende, anotó puntos) en varias ocasiones a Royce, pero este logró conectar una serie de patadas a las piernas y rostro de Saku, lo cual le concedió la una victoria por decisión unánime. Esta decisión resultó extremadamente polémica en los medios de todo el mundo, y varios sitios web, incluyendo la prestigiosa Sherdog, dictaminaron que claramente Sakuraba debería haber sido el ganador de la decisión.
Justo después de la pelea, a Gracie se le realizó un test de antidopaje, resultando positivo en el uso del esteroide conocido como Nandrolona (la «droga de los campeones», como se le conoce en la prensa norteamericana). Esta grave falta derivó en una multa del 8% del total del salario cobrado por el evento (unos 300,00 dólares) y la suspensión de su licencia como peleador por parte de la Comisión Atlética de California durante doce meses. Royce se ha defendido siempre diciendo que el nunca ha usado nada ilegal, pero las pruebas ofrecidas por la Comisión Atlética - en boca de su director ejecutivo, Armando García - «son bastante enfáticas», Debido a que las muestras A y B tomadas a Gracie dieron un resultado sobre 50, cuando en una persona normal son de 2 y en un atleta hasta de 6.  resultando además poco probable que Gracie ingiriera algo por accidente, ya que su familia es sobradamente reconocida por su rigurosa dieta. Este sorpresivo resultado dañó seriamente la reputación de Gracie entre los fanes de las artes Marciales Mixtas a nivel mundial, llegándose incluso a poner en tela de juicio sus victorias sobre otros oponentes.
A pesar de todo esto, el resultado de la pelea de Royce - Sakuraba no puede ser oficialmente revertido, puesto que las reglas vigentes en el momento, por parte de la Comisión, no contemplaban tal eventualidad.

#### Últimos encuentros en K1 HERO'S
El 17 de septiembre de 2007, Sakuraba se enfrentó a Katsuyori Shibata, rindiéndolo mediante una llave de brazo y alabando al final el espíritu de lucha de Shibata. Esta pelea fue seguida con gran interés por los fanes, debido a que el entrenador de Shibata, Masakatsu Funaki, había lanzado previamente un reto personal a Sakuraba, asegurando que dado que los dos compartían un pasado en el ambiente de la lucha libre profesional, la pelea sería un tremendo entretenimiento para la afición. Sakuraba aceptó el reto y el encuentro tuvo lugar (como pelea estelar) en el evento de cierre de año de K1 Dynamite!!.
Tras intercambiar coloridas entradas, los dos shooters intercambiaron golpes. Los ataques de Funaki parecían ser más potentes, pero Sakuraba, más rápido, deslizó un derribo a las piernas tras un gancho fallido de Funaki y lo llevó al suelo. Ahí, Masakatsu cerró la guardia y trató de ejecutar un kneebar, pero las habilidades defensivas de Sakuraba y un mal posicionamiento impidieron que la llave prosperase. Sakuraba, notablemente evitando por respeto usar el ground and pound en su colega, se puso en pie y atacó las piernas de Funaki, a lo que este respondió con una que acertó a Sakuraba en el rostro e hizo correr la sangre. Kazushi volvió entonces al suelo, donde Funaki intentó moverle a una posición perjudicial, pero Sakuraba bloqueó el intento y realizó un kimura lock, obligando al fundador de Pancrase a rendirse. En demostración de deportividad, las dos leyendas se abrazaron incluso antes de ponerse en pie.
Poco después, Sakuraba tuvo una lucha estelar contra su viejo enemigo y colega en espectáculos de lucha libre, Kiyoshi Tamura. Esta pelea fue especial debido a que estaba programada originalmente para ser parte de los eventos de PRIDE FC, pero debido a la quiebra de esta empresa nunca pudo ser llevada a cabo en el cuadrilátero de PRIDE. Durante el combate, Tamura mostró que se encontraba al nivel de Sakuraba bloqueando varios intentos de derribos y sumisiones, así como contraatacando con ground and pound cada vez que veía oportunidad. Al final de la primera ronda, Sakuraba remontó la lucha y pareció haber asegurado un cross armbar, pero Tamura logró evitarlo hasta que el tiempo se agotó. Aunque Sakuraba consiguió un último derribo antes de que sonase la campana, ésta sonó para conceder la victoria a Tamura. Más tarde, Sakuraba expresó su insatisfacción con este final, comentando que preferiría haber sido sometido o noqueado limpiamente por Kiyoshi antes que perder ante él por una decisión.

### DREAM
En 2008, se anunció que Kazushi Sakuraba competiría en el Gran Premio de peso medio de la nueva promoción de artes Marciales Mixtas, DREAM. El 29 de abril de 2008, durante el evento principal del Dream.2 Middle Weight Grandprix 2008 Sakuraba derrotó a Andrews Nakahara en el primer asalto, sin embargo fue eliminado (y por tanto eliminado del torneo) por Melvin Manhoef, en el evento principal de peso Medio Dream.4 Middle Weight Grandprix 2008 segunda ronda. Durante el combate, Sakuraba sufrió una fractura del cúbito del antebrazo izquierdo, que fue causada por una patada de Manhoef. Sakuraba ha regresado dos veces a la promoción DREAM, perdiendo ante Kiyoshi Tamura en Dynamite!! 2008 y más recientemente, derrotando al boxeador (convertido a peleador de artes marciales mixtas) Rubin Williams en el Dream 11. Sakuraba enfrentó después al croata Zelg Galesic en Dream 12. Sakuraba mandó a Galesic al suelo a través de su famoso derribe de una sola pierna y de inmediato efectuó la transición a una llave de pierna. Galesic trató de defenderse mediante una lluvia de golpes sobre Sakuraba; pero Sakuraba absorbió los golpes y se aferró a la pierna Galesic hasta que logró hacer que el croata se rindiera, aplicando castigo sobre la rodilla.
El 10 de mayo de 2010, DREAM confirmó que Sakuraba enfrentaría a Ralek Gracie, en el famoso escenario de la Super Arena Saitama, en DREAM 14. Esta sería su sexta pelea contra un miembro de la legendaria familia Gracie, y contó con una gran expectación, especialmente debido a que la honda diferencia de edad y salud entre Kazushi (41) y Ralek (24) haría una pelea mucho más difícil para el Gracie Hunter. Durante la lucha, los igualados intercambios entre los contendientes evidenciaron por parte de Ralek un entrenamiento obviamente especializado en el estilo de Saku, evitando caer en los errores de sus familiares y explotando las debilidades del japonés, pero este se mantuvo incólume durante largos minutos. Al final de la contienda, y a pesar de un desgaste físico cada vez más pronunciado, Kazushi encontró la oportunidad de conseguir su peligrosa kimura lock, pero justo cuando se disponía a terminar la llave, el árbitro paró el combate para subir los pantalones a Ralek. La insólita pausa permitió al brasileño recuperar la ventaja y realizar un perfecto cross armbar; a pesar de que Kazushi consiguió escapar de él, el combate terminó segundos después y la decisión falló a favor de Ralek, quien se convirtió en el primer Gracie en derrotar a Sakuraba. Este demostró su talante humilde y amigable abrazando al joven y celebrando con él antes de abandonar el cuadrilátero.

## Retorno a la lucha libre profesional

### New Japan Pro Wrestling (2012-presente)
En agosto de 2012, Sakuraba hizo su retorno a la lucha libre profesional firmando un contrato con New Japan Pro Wrestling. En su nuevo debut, Kazushi formó equipo con Katsuyori Shibata.

## En lucha libre

### Movimientos finales
- Sakuraba Lock[15] (Kimura lock)[1]
- Cross armbar[1]

### Movimientos de firma
- Yurikamome[16] (Inverted double leg Nelson neck crank) - innovado
- Bridging German suplex[17]
- Dropkick[17]
- European uppercut
- Fireman's carry cradle pin
- Múltiples stiff roundhouse kicks a las piernas del oponente
- Palm strike
- Plancha[17]
- Running jumping double stomp
- Sleeper hold
- Triangle choke[18]

## Campeonatos y logros

### Artes marciales mixtas

#### Ultimate Fighting Championship
- UFC Ultimate Japan Tournament (1997)

#### Wrestling Observer Newsletter
- WON Hall of Fame (clase de 2004)
- WON Luchador que más dinero genera (2001)
- WON Feudo del año (2001) contra Wanderlei Silva
- WON Mejor shootfighter (2000)
- WON Mejor lucha (2000) contra Royce Gracie

### Lucha amateur
- East Japan Freshman Championship (1 vez)
- All Japan Collegiate Wrestling Championship (4.º lugar)

### Lucha libre profesional
- Kingdom
  - Kingdom One Million Yen Tournament (1997)

- Pro Wrestling NOAH
  - GHC Tag Team Championship (1 vez, actual) – con Takashi Sugiura

- Tokyo Sports Grand Prix
  - MVP (2000)
  - Actuación destacada (1999)

## Récord en artes marciales mixtas
| Récord profesional | Récord profesional | Récord profesional |
| 46 peleas          | 26 victorias       | 17 derrotas        |
| ------------------ | ------------------ | ------------------ |
| Nocaut             | 4                  | 10                 |
| Sumisión           | 19                 | 3                  |
| Decisión           | 3                  | 1                  |
| Empate             | 1                  | 1                  |
| Sin resultado      | 2                  | 2                  |

| Resultado     | Récord      | Oponente                 | Método                               | Evento                        | Fecha                    | Ronda | Tiempo | Localización            | Notas |
| ------------- | ----------- | ------------------------ | ------------------------------------ | ----------------------------- | ------------------------ | ----- | ------ | ----------------------- | --- |
| Derrota       | 26–17–1 (2) | Shinya Aoki              | TKO (puñetazos)                      | RIZIN FF Saraba               | 29 de diciembre de 2015  | 1     | 5:56   | Saitama                 | |
| Derrota       | 26–16–1 (2) | Yan Cabral               | Sumisión (arm triangle choke)        | DREAM 17                      | 24 de septiembre de 2011 | 2     | 2:42   | Saitama                 | |
| Derrota       | 26–15–1 (2) | Marius Žaromskis         | TKO (parada médica)                  | Dynamite!! 2010               | 31 de diciembre de 2010  | 1     | 2:16   | Saitama                 | Por el Campeonato de Peso Wélter de DREAM.                                                                    |
| Derrota       | 26–14–1 (2) | Jason Miller             | Sumisión (arm triangle choke)        | DREAM 16                      | 25 de septiembre de 2010 | 1     | 2:09   | Nagoya                  | |
| Derrota       | 26–13–1 (2) | Ralek Gracie             | Decisión (unánime)                   | DREAM 14                      | 29 de mayo de 2010       | 3     | 5:00   | Saitama                 | |
| Victoria      | 26–12–1 (2) | Zelg Galešić             | Sumisión (kneebar)                   | DREAM 12                      | 25 de octubre de 2009    | 1     | 1:40   | Osaka                   | |
| Victoria      | 25–12–1 (2) | Rubin Williams           | Sumisión (kimura)                    | DREAM 11                      | 6 de octubre de 2009     | 1     | 2:53   | Yokohama                | |
| Derrota       | 24–12–1 (2) | Kiyoshi Tamura           | Decisión (unánime)                   | Dynamite!! 2008               | 31 de diciembre de 2008  | 2     | 5:00   | Saitama                 | |
| Derrota       | 24–11–1 (2) | Melvin Manhoef           | TKO (golpes)                         | DREAM 4                       | 15 de junio de 2008      | 1     | 1:30   | Yokohama                | |
| Victoria      | 24–10–1 (2) | Andrews Nakahara         | Sumisión (neck crank)                | DREAM 2                       | 29 de abril de 2008      | 1     | 8:20   | Saitama                 | |
| Victoria      | 23–10–1 (2) | Masakatsu Funaki         | Sumisión (kimura)                    | K-1 PREMIUM 2007 Dynamite!!   | 31 de diciembre de 2007  | 1     | 6:25   | Osaka                   | |
| Victoria      | 22–10–1 (2) | Katsuyori Shibata        | Sumisión (armbar)                    | Hero's 10                     | 17 de septiembre de 2007 | 1     | 6:20   | Yokohama                | |
| Derrota       | 21–10–1 (2) | Royce Gracie             | Decisión (unánime)                   | Dynamite!! USA                | 2 de junio de 2007       | 3     | 5:00   | Los Ángeles, California | |
| Victoria      | 21–9–1 (2)  | Yurij Kiselov            | Sumisión (triangle armbar)           | Hero's 8                      | 12 de marzo de 2007      | 1     | 1:26   | Nagoya                  | |
| Sin resultado | 20–9–1 (2)  | Yoshihiro Akiyama        | Sin resultado                        | K-1 PREMIUM 2006 Dynamite!!   | 31 de diciembre de 2006  | 1     | 5:37   | Osaka                   | |
| Victoria      | 20–9–1 (1)  | Kęstutis Smirnovas       | Sumisión (armbar)                    | Hero's 6                      | 5 de agosto de 2006      | 1     | 6:41   | Tokio                   | |
| Victoria      | 19–9–1 (1)  | Ikuhisa Minowa           | Sumisión técnica (kimura)            | PRIDE Shockwave 2005          | 31 de diciembre de 2005  | 1     | 9:59   | Saitama                 | |
| Victoria      | 18–9–1 (1)  | Ken Shamrock             | TKO (golpe)                          | PRIDE 30                      | 23 de octubre de 2005    | 1     | 2:27   | Saitama                 | |
| Derrota       | 17–9–1 (1)  | Ricardo Arona            | TKO (parada del equipo)              | PRIDE Critical Countdown 2005 | 26 de junio de 2005      | 2     | 5:00   | Saitama                 | |
| Victoria      | 17–8–1 (1)  | Yoon Dong-Sik            | KO (golpes)                          | PRIDE Total Elimination 2005  | 23 de abril de 2005      | 1     | 0:38   | Osaka                   | |
| Victoria      | 16–8–1 (1)  | Nino Schembri            | Decisión (unánime)                   | PRIDE Critical Countdown 2004 | 20 de junio de 2004      | 3     | 5:00   | Saitama                 | |
| Derrota       | 15–8–1 (1)  | Antonio Rogerio Nogueira | Decisión (unánime)                   | PRIDE Shockwave 2003          | 31 de diciembre de 2003  | 3     | 5:00   | Saitama                 | |
| Victoria      | 15–7–1 (1)  | Kevin Randleman          | Sumisión (armbar)                    | PRIDE Final Conflict 2003     | 9 de noviembre de 2003   | 3     | 2:36   | Tokio                   | |
| Derrota       | 14–7–1 (1)  | Wanderlei Silva          | KO (golpe)                           | PRIDE Total Elimination 2003  | 10 de agosto de 2003     | 1     | 5:01   | Saitama                 | |
| Derrota       | 14–6–1 (1)  | Nino Schembri            | TKO (rodillazos)                     | PRIDE 25                      | 16 de marzo de 2003      | 1     | 6:15   | Yokohama                | |
| Victoria      | 14–5–1 (1)  | Gilles Arsene            | Sumisión (armbar)                    | PRIDE 23                      | 24 de noviembre de 2002  | 3     | 2:08   | Tokio                   | |
| Derrota       | 13–5–1 (1)  | Mirko Filipović          | TKO (lesión en el ojo)               | PRIDE Shockwave               | 28 de agosto de 2002     | 2     | 5:00   | Tokio                   | |
| Derrota       | 13–4–1 (1)  | Wanderlei Silva          | TKO (parada médica)                  | PRIDE 17                      | 3 de noviembre de 2001   | 1     | 10:00  | Tokio                   | Por el Campeonato de Peso Medio de PRIDE.                                                                     |
| Victoria      | 13–3–1 (1)  | Quinton Jackson          | Sumisión (rear naked choke)          | PRIDE 15                      | 29 de julio de 2001      | 1     | 5:41   | Saitama                 | |
| Derrota       | 12–3–1 (1)  | Wanderlei Silva          | TKO (rodillazos y patadas de fútbol) | PRIDE 13                      | 25 de marzo de 2001      | 1     | 1:38   | Saitama                 | |
| Victoria      | 12–2–1 (1)  | Ryan Gracie              | Decisión (unánime)                   | PRIDE 12                      | 9 de diciembre de 2000   | 1     | 10:00  | Saitama                 | |
| Victoria      | 11–2–1 (1)  | Shannon Ritch            | Sumisión (achilles lock)             | PRIDE 11                      | 31 de octubre de 2000    | 1     | 1:08   | Osaka                   | |
| Victoria      | 10–2–1 (1)  | Renzo Gracie             | Sumisión técnica (kimura)            | PRIDE 10                      | 27 de agosto de 2000     | 2     | 9:43   | Tokorozawa              | |
| Derrota       | 9–2–1 (1)   | Igor Vovchanchyn         | TKO (parada del equipo)              | PRIDE Grand Prix 2000         | 1 de mayo de 2000        | 1     | 15:00  | Tokio                   | |
| Victoria      | 9–1–1 (1)   | Royce Gracie             | TKO (parada del equipo)              | PRIDE Grand Prix 2000         | 1 de mayo de 2000        | 6     | 90:00  | Tokio                   | Reglamento modificado por rondas sin límite; Pelea del año (2000); Pelea más larga en la historia de las MMA. |
| Victoria      | 8–1–1 (1)   | Guy Mezger               | TKO (retiro)                         | PRIDE Grand Prix 2000         | 30 de enero de 2000      | 1     | 15:00  | Tokio                   | |
| Victoria      | 7–1–1 (1)   | Royler Gracie            | Sumisión técnica (kimura)            | PRIDE 8                       | 21 de noviembre de 1999  | 2     | 13:16  | Tokio                   | |
| Victoria      | 6–1–1 (1)   | Anthony Macias           | Sumisión (armbar)                    | PRIDE 7                       | 12 de septiembre de 1999 | 2     | 2:30   | Yokohama                | |
| Victoria      | 5–1–1 (1)   | Ebenezer Fontes Braga    | Sumisión (armbar)                    | PRIDE 6                       | 4 de julio de 1999       | 1     | 9:23   | Yokohama                | |
| Victoria      | 4–1–1 (1)   | Vitor Belfort            | Decisión (unánime)                   | PRIDE 5                       | 29 de abril de 1999      | 2     | 10:00  | Nagoya                  | |
| Empate        | 3–1–1 (1)   | Allan Goes               | Empate                               | PRIDE 4                       | 11 de octubre de 1998    | 3     | 10:00  | Tokio                   | |
| Victoria      | 3–1 (1)     | Carlos Newton            | Sumisión (kneebar)                   | PRIDE 3                       | 24 de junio de 1998      | 2     | 5:19   | Tokio                   | |
| Victoria      | 2–1 (1)     | Vernon White             | Sumisión (armbar)                    | PRIDE 2                       | 15 de marzo de 1998      | 3     | 6:53   | Yokohama                | |
| Victoria      | 1–1 (1)     | Marcus Silveira          | Sumisión (armbar)                    | UFC Japan                     | 21 de diciembre de 1997  | 1     | 3:44   | Yokohama                | Ganó el Torneo de Peso Pesado de UFC Ultimate Japan.                                                          |
| Sin resultado | 0–1 (1)     | Marcus Silveira          | Sin resultado                        | UFC Japan                     | 21 de diciembre de 1997  | 1     | 1:51   | Yokohama                | |
| Derrota       | 0–1         | Kimo Leopoldo            | Sumisión (arm triangle choke)        | Shoot Boxing – S-Cup 1996     | 14 de julio de 1996      | 1     | 4:20   | Tokio                   | Posiblemente predeterminada.                                                                                  |

### Luchas de reglas mixtas
| Resultado | Récord | Oponente   | Método                | Evento              | Fecha               | Ronda | Tiempo | Localización         | Notas |
| --------- | ------ | ---------- | --------------------- | ------------------- | ------------------- | ----- | ------ | -------------------- | ----- |
| Victoria  | 1-0    | Rene Rooze | Sumisión (ankle lock) | UWF-i Scramble Wars | 26 de junio de 1996 | 1     | 19:15  | Nagoya, Aichi, Japón |       |